# Cellular manufacturing
Cellular manufacturing – metoda projektowania układu produkcyjnego opartego na gniazdach, którego celem jest skrócenie czasu cyklu i czasu przezbrojenia.
Gniazdo ponosi pełną odpowiedzialność za produkcję rodziny podobnych części lub produktu. Wszystkie niezbędne maszyny i siła robocza znajdują się w tej komórce, co zapewnia jej pewną autonomię operacyjną.
Wytwarzanie produktów w gniazdach, zwykle ułożonych w kształcie litery U, pozwalające na wdrożenie przepływu ciągłego (one-piece flow) oraz elastyczne użycie umiejętności operatorów.
Stanowiska pracy produkcyjnej i sprzęt są rozmieszczone w kolejności, która zapewnia płynny przepływ materiałów i komponentów przez proces produkcyjny przy minimalnym transporcie lub opóźnieniu. 
Cellular manufacturing wymaga fundamentalnej zmiany paradygmatu z masowej produkcji „wsadowej i w kolejce” na systemy produkcyjne oparte na systemie „one-piece flow, pull production” dostosowane do produktu.
Produkcja w gniazdach jest odwrotnością układu funkcjonalnego (functional layout) gdzie organizacja miejsca pracy zorganizowana jest według rodzaju pracy (funkcji), a nie według strumienia wartości lub konfiguracji komórkowej, w której sekwencyjne etapy procesu znajdują się blisko siebie. Na przykład w układzie funkcjonalnym maszyny do cięcia byłyby w jednym miejscu, prasy krawędziowe byłyby w jednej grupie, spawacze byliby razem i tak dalej.
Wdrożenie tej metody lean często stanowi pierwszą poważną zmianę w działalności produkcyjnej i jest kluczowym czynnikiem umożliwiającym zwiększenie szybkości i elastyczności produkcji, a także zmniejszenie wymogów kapitałowych.